# V354 Cephei
V354 Cephei är en ensam stjärna i den södra delen av stjärnbilden Cepheus. Den har en skenbar magnitud av ca 10,82 - 11,35 och kräver ett teleskop för att kunna observeras. Baserat på parallaxmätning inom Hipparcosuppdraget enligt Gaia Data Release 3 på ca 0,216 mas, beräknas den befinna sig på ett avstånd på ca 15 000 ljusår (ca 4 600 parsek) från solen.

## Egenskaper
V354 Cephei är en röd till orange superjättestjärna av spektralklass M2.5 lab, men har även nämnts med spektralklass M3.5 Ib, som anger att den är en mindre ljusstark superjätte. Den har en massa som är ca 3,6 solmassor, en radie som är ca 685 solradier och har ca 71 000 - 76 000 gånger solens utstrålning av energi från dess fotosfär vid en effektiv temperatur av ca 3 600 K.
V354 Cephei är en långsam irreguljär variabel av Lc-typ.

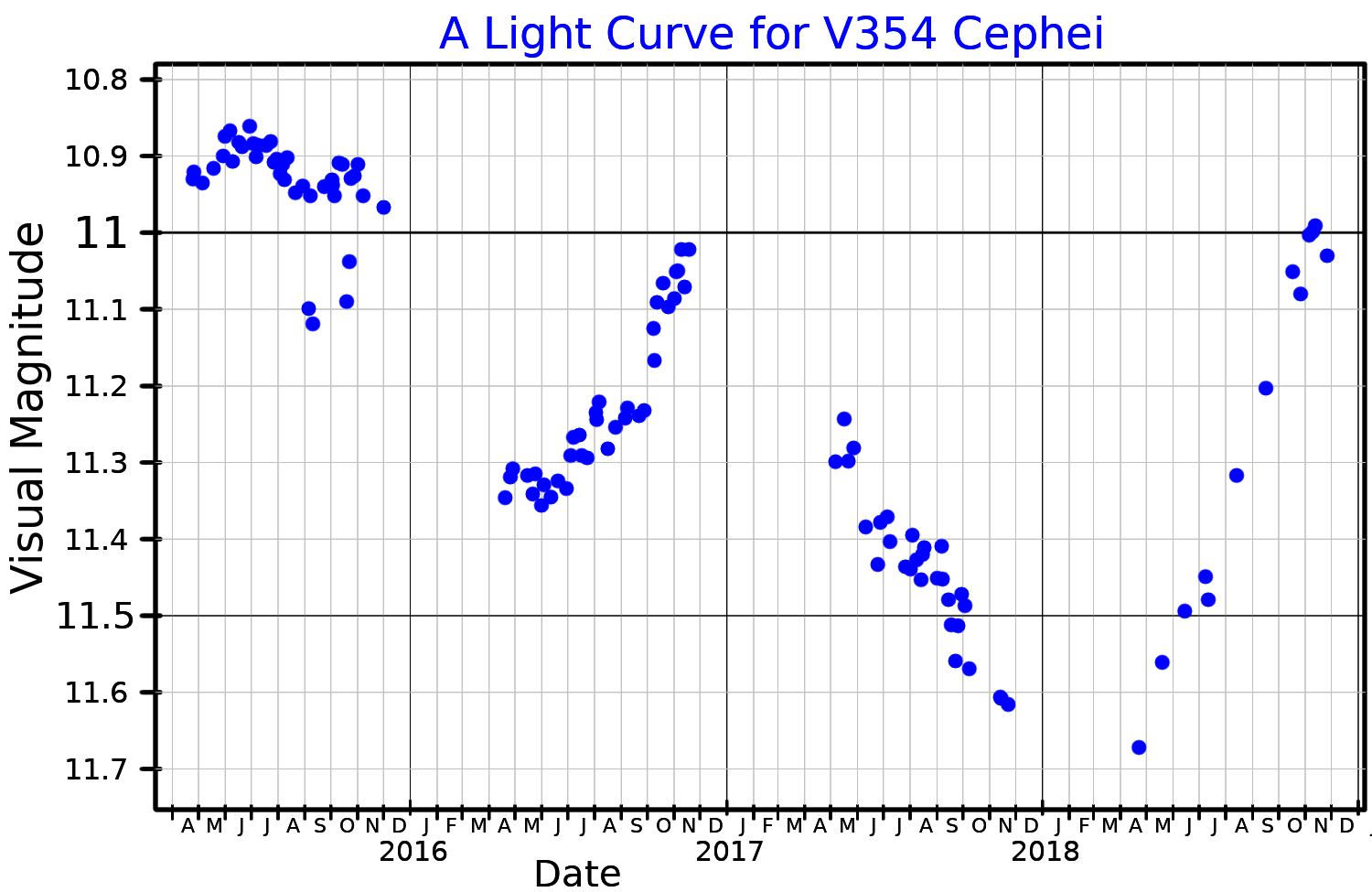
En ljuskurva i visuella bandet för V354 Cephei, utlagd från ASAS-data.